# Уокинг
Уокинг е голям град и област в западната част на Съри, Англия. Той е на 37 км от центъра на Лондон на югозапад. Населението на града е 62 796 души, а на самата област около 30 000 души по данни от 2009 г. В града има и ЖП гара, а около него минават три магистрали – M25 магистрала, M3 магистрала и A3.